# Chapelle Notre-Dame de Vassivière
Pour les articles homonymes, voir Vassivière.
La chapelle Notre-Dame de Vassivière est une chapelle construite au XVIe siècle à 8 km du centre de la commune de Besse-et-Saint-Anastaise, dans le département français du Puy-de-Dôme. Elle se situe à une altitude de 1 297 m.

## Étymologie
Il y a plusieurs hypothèses  :
- en langue celtique, Vas signifie demeure ou temple. Et iver eau ou rivière. Vassivière serait donc le « temple de l'eau ». Un temple antique aurait existé dédié à une divinité des sources des rivières proches, la Couze Pavin et la Clamouze [1].
- le nom de Vassivière aurait pour origine « vas y voir »  ou « vas y paître »  [2]. Mais ces hypothèses sont douteuses, le nom de Vassivière existant très tôt (au plus tard en 1547).
- par ailleurs, il existe un ancien nom commun en français - vassivier - désignant un jeune berger chargé du gardiennage des agneaux.

Lorsque le christianisme s’implante en Auvergne, le culte de la Vierge Marie qui donne naissance au Christ, source de l’eau vive, remplace et transforme le culte des sources.

## Quelques dates
- 1321 : le chapitre de Clermont-Ferrand donne l’autorisation de prendre les pierres de l’église de Vassivière alors en ruines, pour construire l’église de Condat-en-Feniers. Un village et une paroisse existaient déjà à Vassivière. En souvenir, on laisse, sous un modeste abri (probablement à l'emplacement de la Chapeloune, la source actuelle), une statuette de la Vierge que l'on ne manque pas de saluer au passage [1],[2].

- 1547 : à l'époque de la Réforme protestante, Pierre Gef, marchand de Besse recouvre la vue, qu’il avait perdue auparavant en méprisant la dévotion de ses compagnons pour la statue de Marie [1],[2]. La statue est transportée dans l'église Saint-André de Besse. Selon la tradition, le lendemain, la statue retourne toute seule à son emplacement d'origine et cela se reproduit trois fois [3].
- 1550-1555 : après ce qui est considéré comme un miracle, Catherine de Médicis, propriétaire des lieux donne l'autorisation aux prêtres filleuls de Besse de reconstruire la chapelle avec le produit des quêtes [3].
- 6 juin 1555 : inauguration de la chapelle et premier pèlerinage [3].

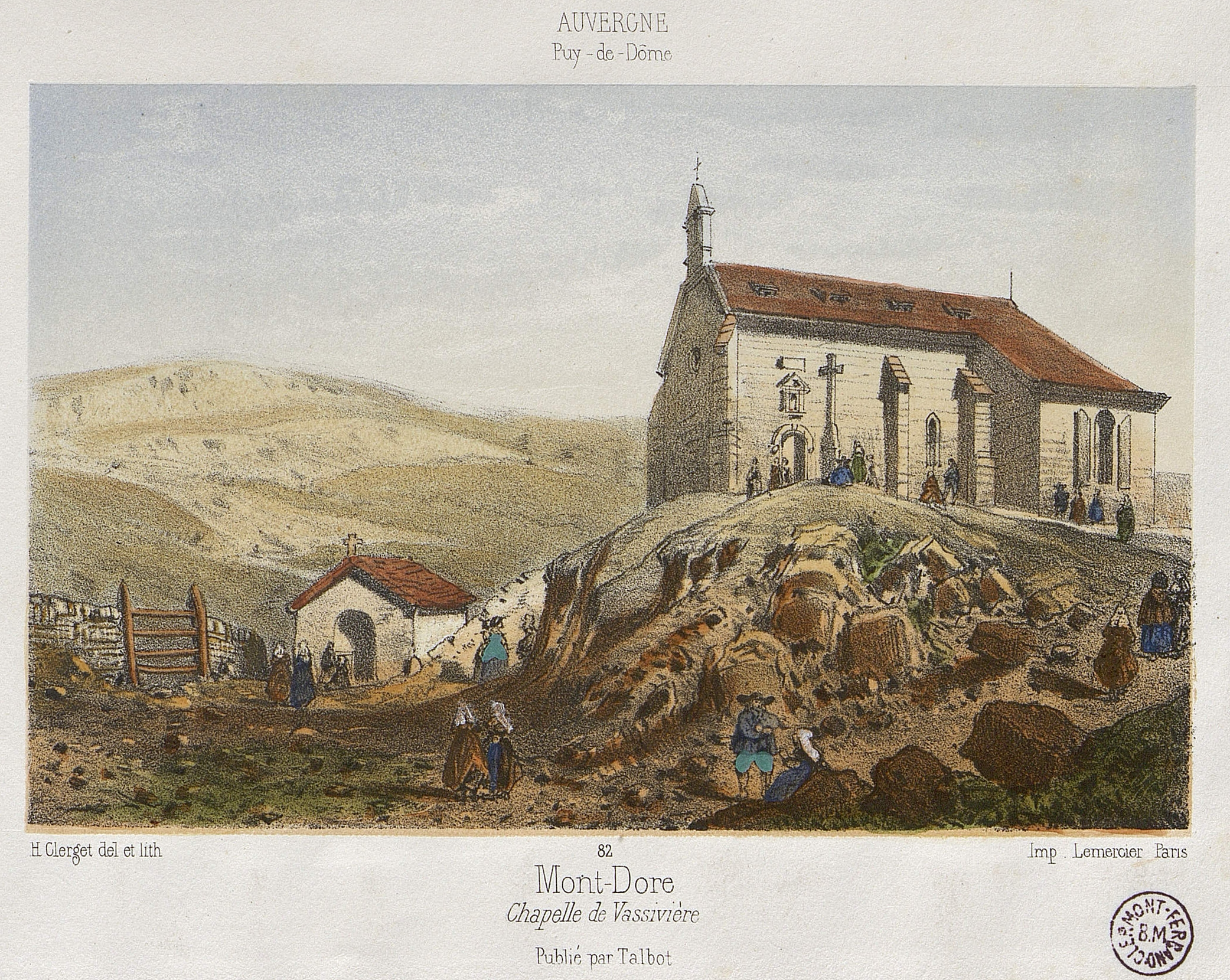
Chapelle de Vassivière 19e. Bibliothèque du patrimoine de Clermont-Ferrand

- XVIIe siècle : Vassivière est un des grands pèlerinages de France. La chapelle est agrandie en 1634. On mentionne de nombreuses hostelleries autour de la chapelle [1].

- 1804 : à la révolution la chapelle a été transformée en grange à foin ; la statue est brûlée. Aujourd’hui, celle qui est vénérée au sanctuaire est une copie. Mlle Admirat fait l’acquisition de la chapelle et en fait don à la paroisse de Besse.
- 1809 : Napoléon signe le décret de réouverture au culte[3].
- 4 juillet 1841 : le pèlerinage reprend son essor, et 20 000 pèlerins se retrouvent autour de Mgr Feron, évêque de Clermont [1].

- 3 juillet 1881 : 30 000 personnes participent à la célébration du couronnement de la statue [1],[2].

- 1981 : au centenaire du couronnement, présidé par le Cardinal Marty, 10 000 personnes sont présentes [1].
- 4 mai 1984 : inscription de la chapelle au titre des monuments historiques[4]

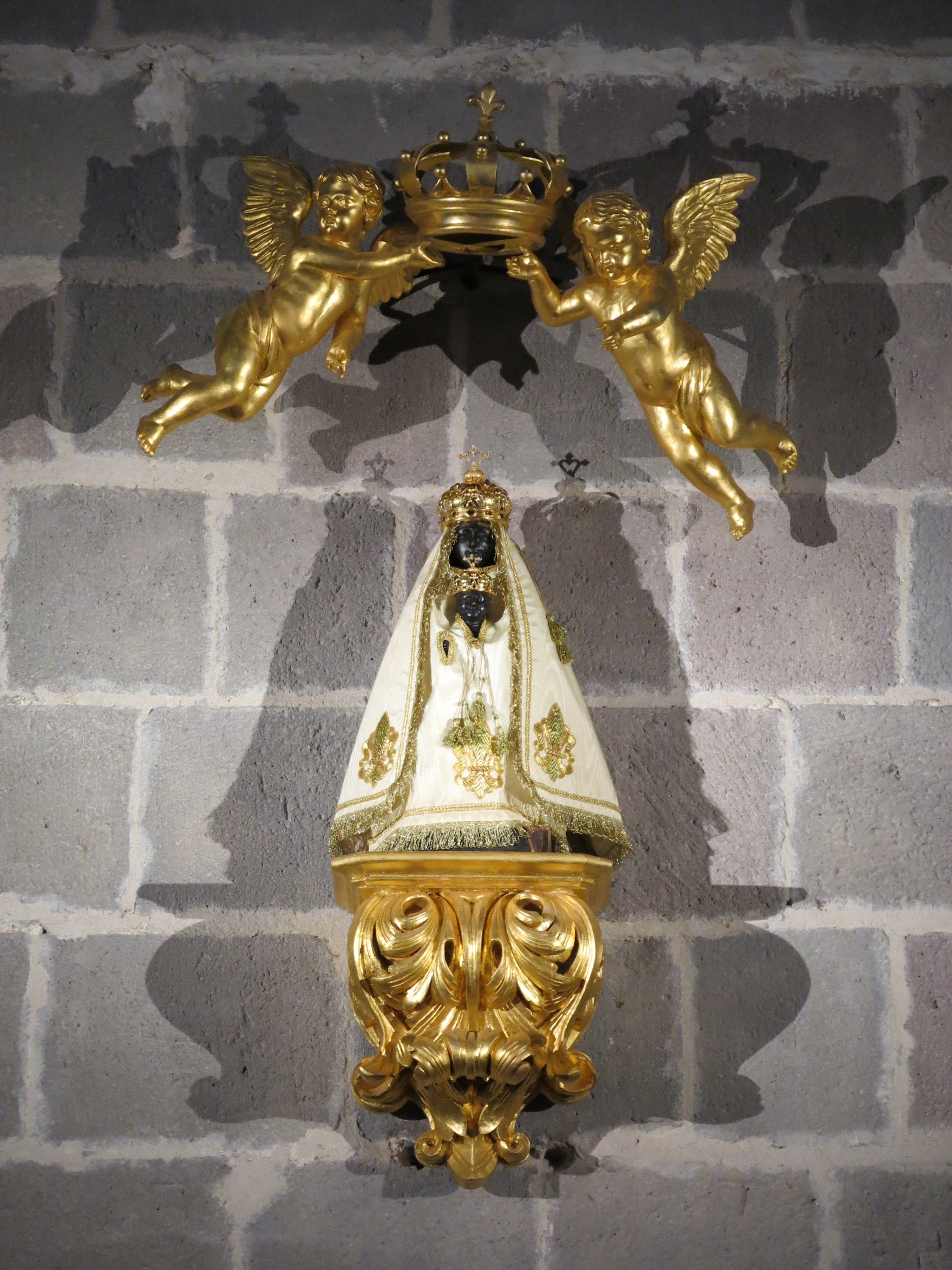
La statue en été dans la chapelle.

## Aujourd'hui
La statue de Notre-Dame de Vassivière est une vierge noire. Elle est installée l'hiver dans l'église Saint-André de Besse.
Le 2 juillet (jour de la fête de la Visitation), elle est remontée à la chapelle de Vassivière : c'est la « montée ».
Elle y demeure jusqu’au dimanche qui suit la Saint-Matthieu (21 septembre) où elle est redescendue à Besse : c'est la « Dévalade ». La montée et la dévalade se font à pied. La statue est déplacée par les porteurs de Notre-Dame et entourée par le groupe des reines de Notre-Dame. La fête de la dévalade est marquée par des tirs de feux d’artifice, d’illuminations, de coups de fusil, lorsque la statue fait son entrée dans la ville de Besse .

## La Chapeloune

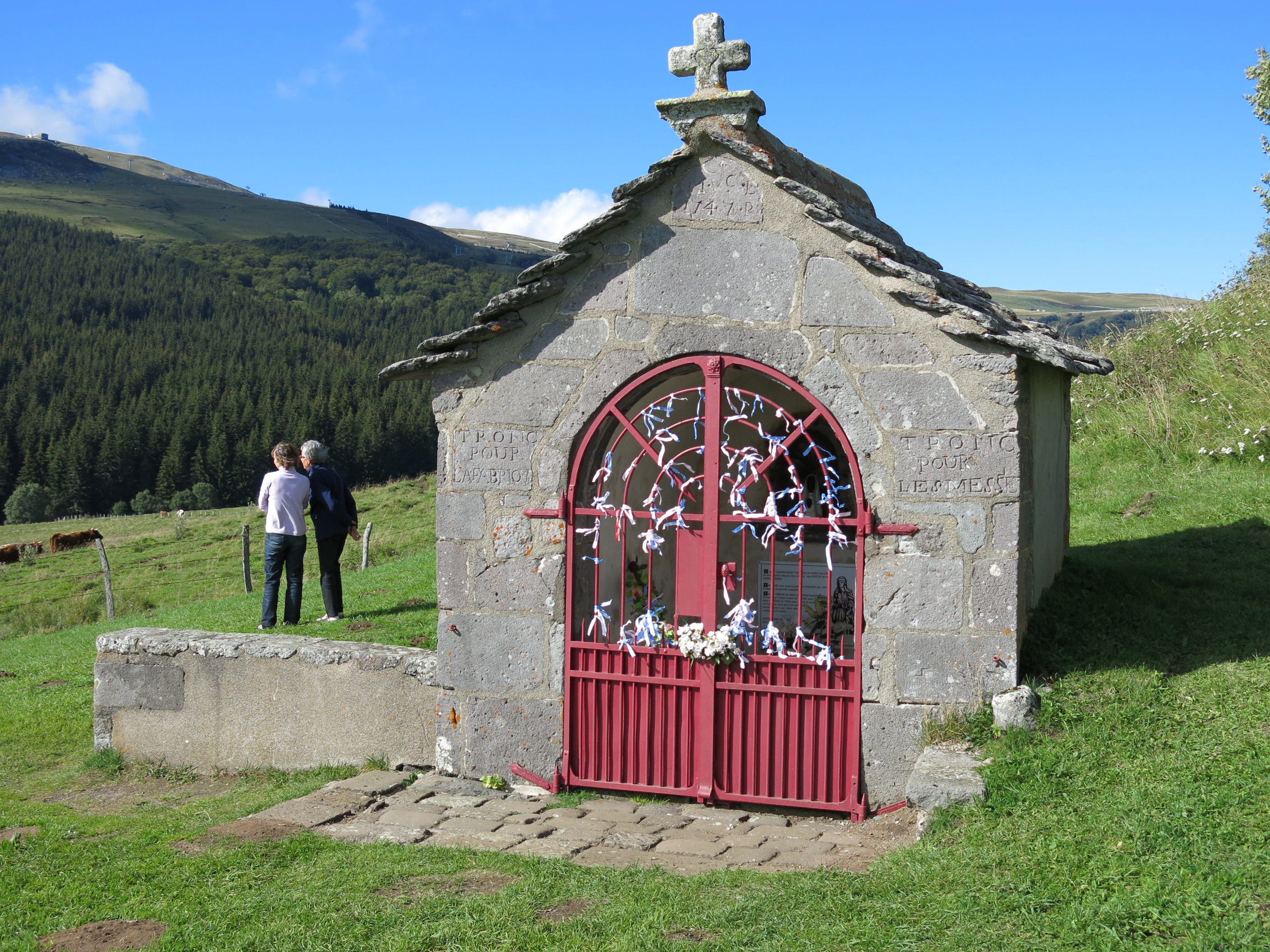
La Chapeloune

La Chapeloune  est un petit abri recouvert de lauzes en contrebas à droite en sortant de la chapelle . Elle protège une source qui jaillit du rocher servant d'assise à la chapelle. Depuis l'évènement de 1547, des mal-voyants lui ont attribué leur guérison .